# Liste der Bodendenkmale in Apen
In der Liste der Bodendenkmale in Apen sind die Bodendenkmale der niedersächsischen Gemeinde Apen aufgeführt. Die Quelle ist der Denkmalatlas Niedersachsen. 

Apen im Landkreis Ammerland

Der Stand der Liste ist der 25. Januar 2025.

## Allgemein
In den Spalten finden sich folgende Informationen des Bodendenkmales:
| Lage         | geographische Koordinaten                                                           |
| Bezeichnung  | Bezeichnung lt. Denkmalatlas                                                        |
| Beschreibung | Beschreibung lt. Denkmalatlas                                                       |
| ID           | Objekt-ID                                                                           |
| Bild         | Bild, ggf. zusätzlich mit Link zu weiteren Fotos im Medienarchiv Wikimedia Commons. |

## Apen
| Lage                        | Bezeichnung          | Beschreibung | ID       | Bild |
| --------------------------- | -------------------- | --- | -------- | ---- |
| 53° 13′ 9″ N, 7° 47′ 52″ O  | Apen 4, Festung Apen | An der Mündung der Ive in das Apener Tief ließ um 1515 Graf Johann V. von Oldenburg eine einfache Erdfestung errichten. Um 1550 erfolgte ein erster Ausbau, 1567 die Errichtung einer Streichwehr, 1577 der Bau von Küche und Backhaus. Während des 30-jährigen Krieges wurde die Festung weiter ausgebaut und während des Nordischen Krieges (1700-1721) durch die Dänen erfolgten weitere Umbauten und die Vergrößerung der Anlage. Heute sind dennoch Reste erhalten: Der nasse Festungsgraben ist 9 – 29 m breit und misst von Nord nach Süd 124 m und von West nach Ost 139 m. Die Festungsinsel misst entsprechend 86 × 111 m und ist als flacher Hügel ausgebildet. Der Zugang an der Ostseite an der Stelle des historischen Eingangs. Diesem östlich vorgelagert ein Vorwerk in Form eines Ravelins, der von einem schmalen Graben umgeben war. | 37266748 |      |
| 53° 13′ 2″ N, 7° 48′ 3″ O   | Apen 6, Hafen Apen   | Vermutlich in der frühen Neuzeit wurde am Apener Tief ein Hafen errichtet. Im 16. Jh. besaß Apen eine Schiffergilde. Über das Aper Tief, die Jümme und die Leda war der Hafen mit der Ems und damit mit der Nordsee verbunden. Heute ist davon noch ein winkelförmiges Hafenbecken erkennbar, mit Anschluss an das Aper Tief im Südwesten, der durch den Bau der Hauptstraße größtenteils verschlossen wurde. Die Nordwestseite des ehemaligen Hafenbeckens ist 119 m lang, die Nordseite 146 m, die Ostseite 59 m, die Südseite 157 m und die Südostseite 75 m. Die Breite beträgt zwischen 32 und 55 m. Im Westen und Süden wird das Becken von einem gut erhaltenen Deich begleitet. Nach der Mitte des 19. Jh. verlor der Hafen an Bedeutung und wurde aufgegeben. | 37268596 | BW   |
| 53° 10′ 23″ N, 7° 49′ 30″ O | Apen 24, Schanze     | Von der Godensholter Schanze am Godensholter Tief haben sich nur geringe Reste obertägig erhalten. Erkennbar ist der stark verfüllte Rest eines 36 m langen und bis zu 4 m breiten Grabens, in dem heute eine Hecke steht. Nach Süden wird die Anlage durch eine natürliche Geländekante, ein altes Ufer der Aue-Godesholter Tief, begrenzt und geschützt. Auf der Oldenburgischen Vogteikarte ist die Anlage als nicht näher bezeichnete Befestigungsanlage eingetragen. Die Befestigung bestand früher aus einem rechteckigen Graben, an den sich nach Westen eine Straßensperre in Form einer Brustwehr angeschlossen haben soll. (Vergl. Karte von C.F. v. Asseln 1727 „Confinia Der Graffschafft Oldenburg und dem Stiffte Münster und Ost-Fries-Land“). Hier soll sich auch die von einem Wassergraben umgebene Burg Godensholt befunden haben. Im ehemaligen Innenraum der Schanze ein Gebäude, in dem der auf 1648 datierte Türsturz des Vorgängerbaus eingemauert ist. | 37274725 | BW   |
| 53° 12′ 55″ N, 7° 44′ 37″ O | Apen 47, Kirchwurt   | Im zentralen Bereich ca. 0,7 m hoch und misst an der Basis ca. 37 m im Durchmesser. Oberfläche ist abgeflacht und dient als Standort einer Kapelle. Glocken- und Torturm am Fuß der Wurt. Beim Unterfangen der alten Außenpfeiler der Kapelle unter dem Fundament des NO-Pfeilers wurde 1976 im Chor eine WO-ausgerichtete Bestattung entdeckt. | 37283496 |      |